# Haute-Loire
Haute-Loire je francouzský departement ležící v regionu Auvergne-Rhône-Alpes. Haute-Loire znamená vrchní tok Loiry (i když pramen řeky je v sousední Ardèche). Hlavní město je Le Puy-en-Velay.

## Geografie

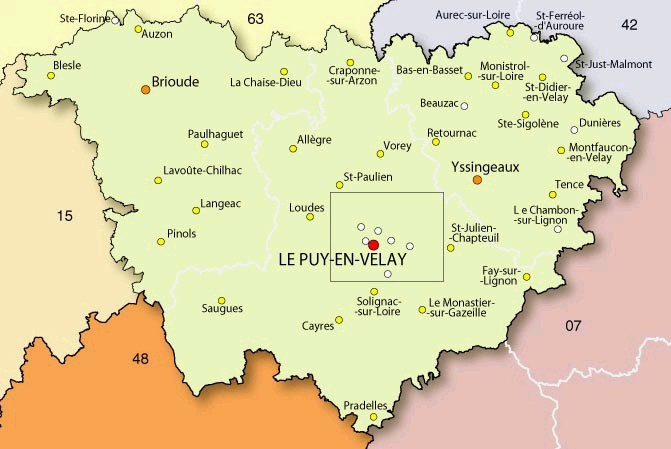
Mapa

## Nejvýznamnější města
Města s více než 5 000 obyvatel (1999):
- Le Puy-en-Velay 20 490
- Monistrol-sur-Loire 7 451
- Brioude 6 820
- Yssingeaux 6 492
- Sainte-Sigolène 5 432

## Historie
Haute-Loire je jedním z 83 departementů vytvořených během Francouzské revoluce 4. března 1790 aplikací zákona z 22. prosince 1789.